# Pierre Dupuis (1610-1682)
Pour les articles homonymes, voir Pierre Dupuis et Dupuis (homonymie).
Pierre Dupuis (parfois orthographié Dupuys), né le 3 mars 1610 à Montfort-l'Amaury et mort le 18 février 1682 à Paris, est un peintre français.

## Biographie
Il arrive à Paris dès les années 1630, puis se rend en Italie durant les années 1633-1639, où il fut marqué par la nature morte caravagesque en général et par les œuvres de Agostino Verrocchio. Il y rencontre vers 1637 Pierre Mignard (1612-1695).
Il est nommé en 1646 peintre ordinaire des Ecuries du Roi, grâce à son protecteur Henri de Lorraine, Comte d'Harcourt. De retour en France en 1650, il entre à l'Académie en 1663, grâce à son morceau de réception, Nature morte aux prunes, grenades et fleurs de lys (collection particulière). Il y apprend la plupart de ses connaissances en art.
De notoriété internationale, Pierre Dupuis vit alors très aisément, mais atteint de paralysie, il meurt en 1682 dans le plus grand dénuement.

## Œuvres

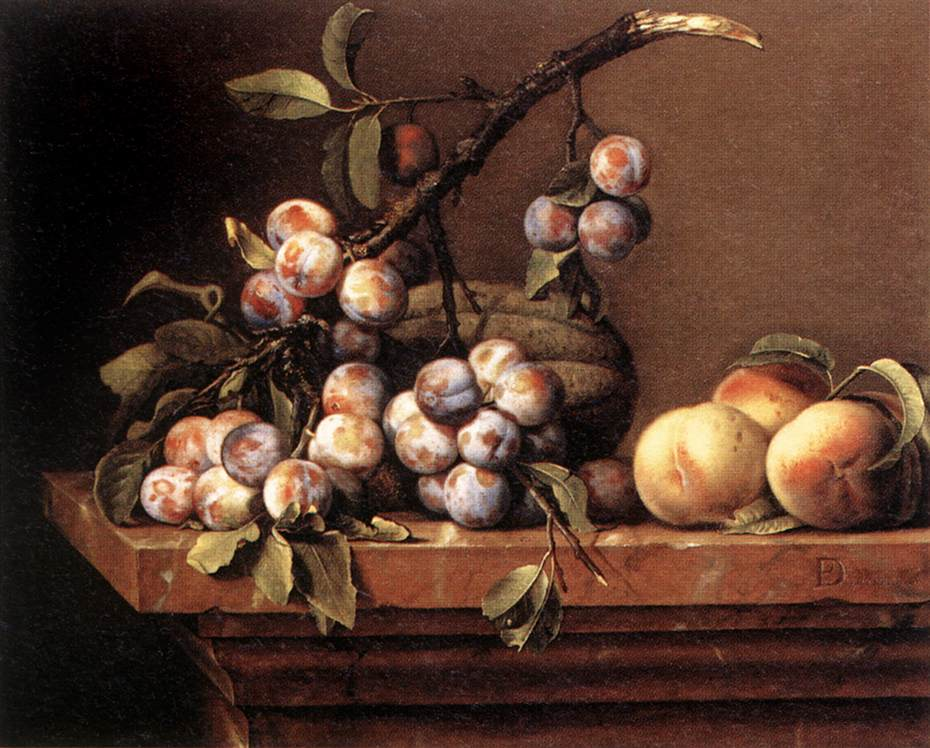
Prunes et pêches (v. 1640)
Musée du Louvre

Il se spécialise dans la peinture des natures mortes, son style est marqué par les peintres de l’Europe du Nord et la rigueur de la religion protestante. Ainsi, ses célèbres peintures de bouquets de fleurs sont influencées par les styles des artistes-peintres Jacques Linard (1597-1645) et Louise Moillon (1610-1696). Le genre de la nature morte évolue considérablement durant le règne de Louis XIV, les peintres quittent la rigueur flamande pour une opulence et une sensualité plus méridionale : les natures mortes de Pierre Dupuis sont révélatrices de cette évolution.
Le rendu précis de ses tableaux de natures mortes, avec leur composition solides et sobres - presque monumentale - qui leur confère un certain mystère, en on fait un artiste apprécié de son vivant et l'un des plus grands représentants de la nature morte en France au XVIIe siècle. On retrouve de ses œuvres dans plusieurs musées de France dont le musée du Louvre.
- Pêches et prunes sur un plat d'étain (vers 1640), huile sur toile, 48 × 61 cm, Musée du Louvre, Paris[3].
- Panier de raisins (vers 1650), huile sur toile, 50 × 60 cm, Musée du Louvre, Paris[4].
- Prunes, pêches et melon sur un entablement de marbre (1650), huile sur toile, 51 × 60 cm, Musée du Louvre, Paris[5].
- Nature morte aux légumes et abricots (vers 1655), huile sur toile, 104 × 79 cm, musée Calvet, Avignon.
- Nature morte de fruits dans un paysage (après 1660), huile sur toile, 60 x 74 cm, Musée des Beaux-Arts d’Orléans[6].
- Nature morte de branches de prunes, de fruits et de lys blancs (1663), huile sur toile, 89 × 116 cm, Collection privée, vente Christie's 2007[7].
- Nature morte aux branches d'abricots et de prunes, huile sur toile, 119 × 85 cm, Musée des beaux-arts d'Agen[2]

### Panier de prunes

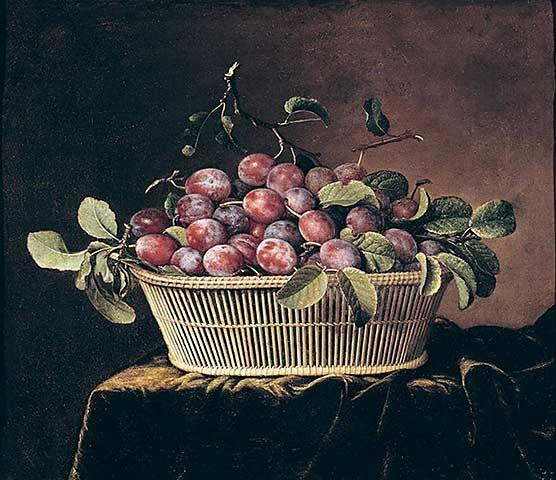
Panier de prunes
musée Jeanne-d'Aboville

Le Panier de prunes de Dupuis conservé au musée Jeanne-d'Aboville à La Fère :
posé sur une table couverte d'une étoffe, ce panier d'osier rempli de fruits fraîchement cueillis (comme le laissent deviner la cassure des tiges et les perles d'humidité qui suintent à la surface de la peau de ces prunes avec une rare délicatesse) suffit à l'artiste pour créer cette mystérieuse et sévère poésie si attachante. Sa composition a la rigueur d'une épure et, malgré la modestie du thème, elle atteint une certaine forme de monumentalité. Cette œuvre, dont il convient de souligner l'éblouissante technique et le souci de précision, constitue un témoignage précieux de la production d'un artiste qui a laissé dans ce genre quelques-unes des plus solides et sobres compositions du XVIIe siècle.

Elle représente aussi très avantageusement un genre qui, s'il fut cultivé avec prédilection par les peintres flamands et hollandais, a laissé en France des réalisations moins brillantes et surtout moins nombreuses. Et si ce Panier de prunes, par la simplicité de son agencement, s'apparente à la vérité et à la rigueur des natures mortes septentrionales, il annonce aussi étonnamment les natures mortes du XVIIIe siècle, qu'il s'agisse de celles de François Desportes, de Nicolas de Largillière, de Jean-Baptiste Oudry, ou des plus célèbres d'entre elles, celles de Chardin.

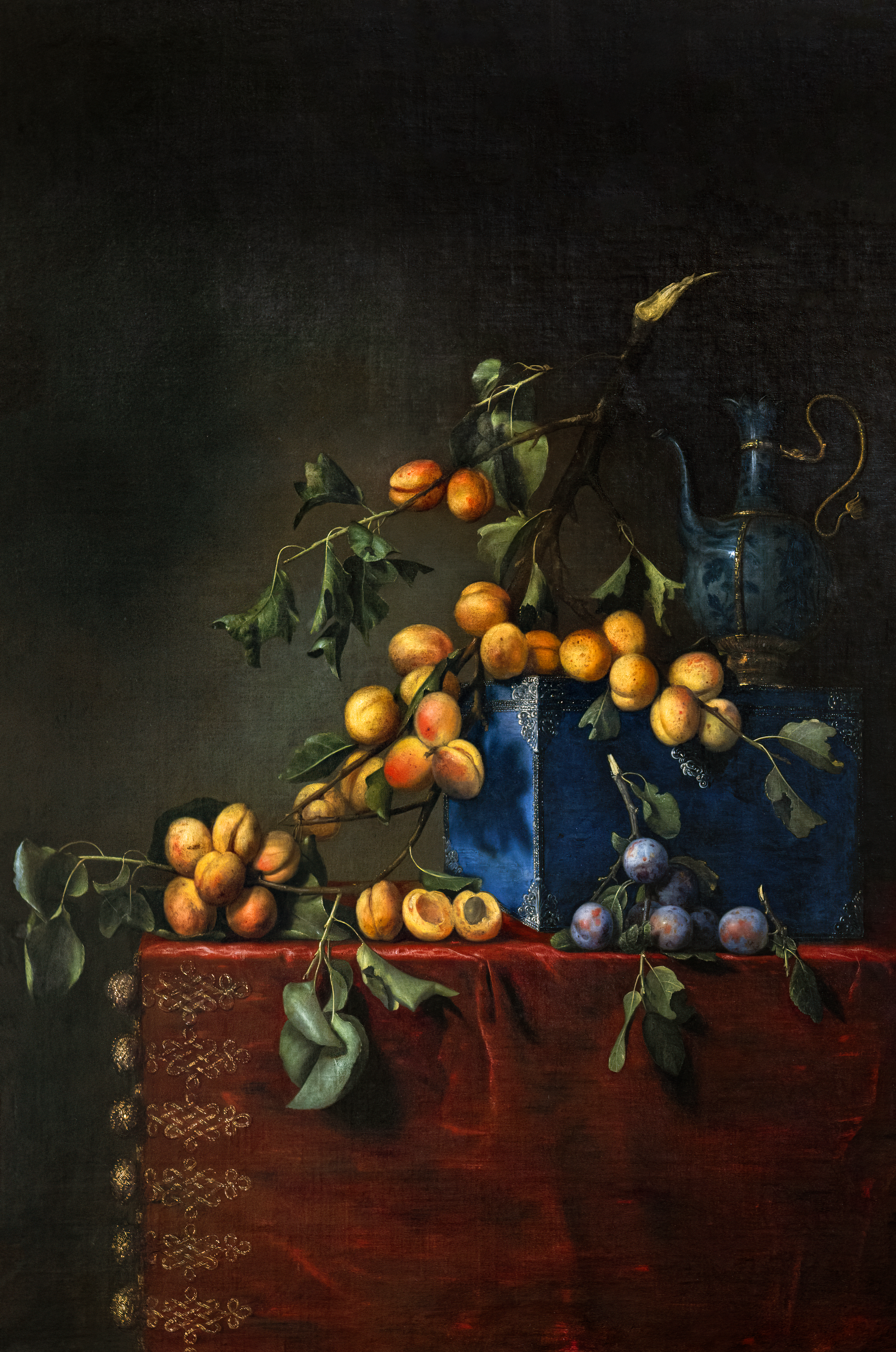
Nature mort aux branches d'abricots et de prunes- musée des Beaux-Arts d'Agen
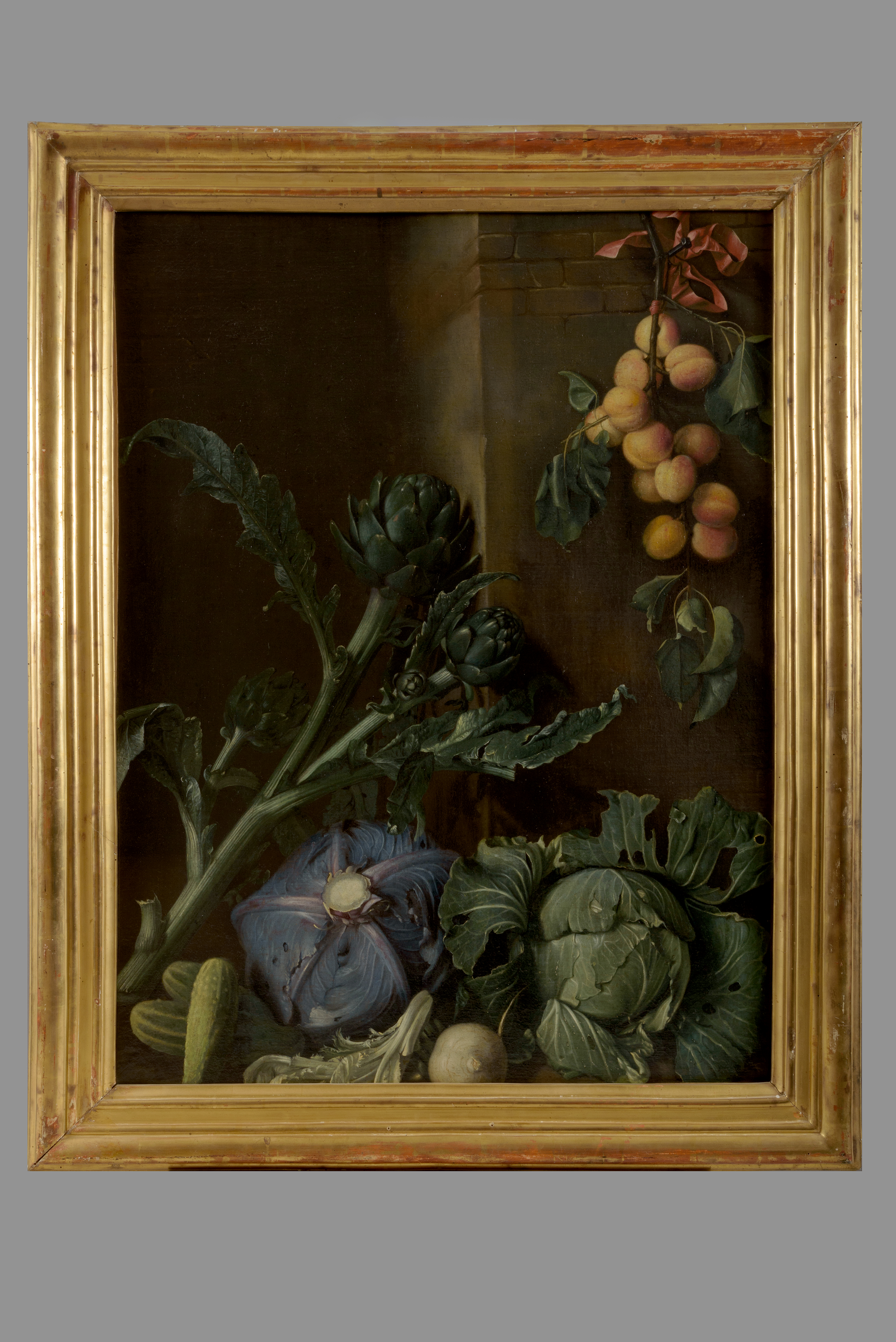
Nature morte aux légumes et abricot, Avignon, musée Calvet